# Eritrejska pravoslavna tevahedo Crkva
Eritrejska pravoslavna tevahedo Crkva (tigrinja ተዋህዶ ቤተ ክርስትያን ኤርትራ Tewahədo Bet'ə K'rstian Ertra, (tal. Chiesa ortodossa Eritrea)) je kršćanska Istočna pravoslavna Crkva aleksandrijskog obreda u Eritreji. Crkva je povijesno bila usko povezana s Koptskom pravoslavnom Crkvom  – a nakon neovisnosti Eritreje 1993. otcjepljuje se od 
Etiopske pravoslavne tevahedo Crkve, i broji oko 2 mil. članova u Eritreji.
Već 1920-ih talijanske kolonijalne vlasti osnivaju jednu eritrejsku pravoslavnu crkvu, ogranak etiopske pravoslavne crkve s namjerom da umanji utjecaj Etiopije u Eritreji. Nakon povlačena Italije 1936. s ovih prostora dolazi do ponovnog ujedinjenja ovih dviju crkava u jednu.
Godine 1998. koptski papa Šenuda III. imenuje biskupa Filiposa za prvog patrijarha Eritrejske pravoslavne tevahedo Crkve priznajući joj autokefalnost, što je priznala i Etiopska pravoslavna tevahedo Crkva.
Poslije smrti abuna Filiposa 18. rujna 2003., prvo je izabran abuna Jakob za patrijarha 1. prosinca 2001. a zatim abuna Antonio 2004. (U siječnju 2006. patrijarh Antonio dospio je u kućni pritvor, jer je njegovo ponašanje crkveno vijeće smatralo neprimjerenim, jer je udario jednu časnu sestru).
Godine 2006. biskup Dioskoros je izabran za patrijarha na zahtjev eritrejske vlade, ali do danas nije počeo obnašati ovu službu, pošto jedan patrijarh može preuzeti tu dužnost tek poslije smrti svog prethodnika. Tada 79-godišnji abuna Antonio je 27. svibnja 2007. uhićen u jednoj  „urgent action“  kako je Amnesty International priopćio u lipnju 2007.
Liturgijski jezik je geez, kojim se služi i Etiopska pravoslavna tevahedo Crkva, no u svakodnevnom životu se više ne koristi.
Katedrala Eritrejske pravoslavne tevahedo Crkve nalazi se u glavnom gradu Asmari i nosi ime Nda Mariam.

## Vanjske poveznice
- pro-oriente.at
- Diocese of Eritrean Orthodox Church in North America